# 1605
1605 (MDCV) fue un año común comenzado en sábado según el calendario gregoriano.

## Acontecimientos
- 3 de febrero: en Japón se registra un terremoto de 7,9 que desencadena un tsunami que provoca miles de muertes.
- 27 de abril: en Roma, muere el cardenal Medici elegido papa con el nombre de León XI el 1 de abril.
- 16 de mayo: en Roma, el cardenal Borghese es elegido papa con el nombre de Paulo V.
- 13 de julio: Un terremoto de 7,5 golpea la provincia de Hainan causando daños generalizados y miles de muertes.
- 5 de noviembre: conspiración de la pólvora de Guy Fawkes.
- 21 de diciembre: sale del Callao la expedición de Pedro Fernández de Quirós, en cuyo viaje visitaría la mayor parte de las islas Nuevas Hébridas (desconocidas para los europeos, pero ya habitadas desde antiguo).
- Tratado de paz entre el gobernador de Cartagena Jerónimo de Zuazo y Casasola y Benkos Biohó reconocida la autonomía de los palenques.
- En Tlacotepec de Benito Juárez se construye sobre la colina hoy conocida como "El Calvario" un templo en el mismo lugar, donde según la tradición, un indigena Popoloca encontró una imagen de Jesucristo, templo que en la actualidad representa un sitio importante de peregrinación en la región.

## Arte y literatura
- 16 de enero: primera edición de El ingenioso hidalgo don Quijote de la Mancha de Miguel de Cervantes.[1]
- En Londres se estrena El rey Lear, de William Shakespeare.
- Publicación de La pícara Justina, novela picaresca de Francisco López de Úbeda.
- Publicación de La Florida del Inca, primera obra de Inca Garcilaso de la Vega (1539-1616), escritor e historiador peruano.

## Nacimientos

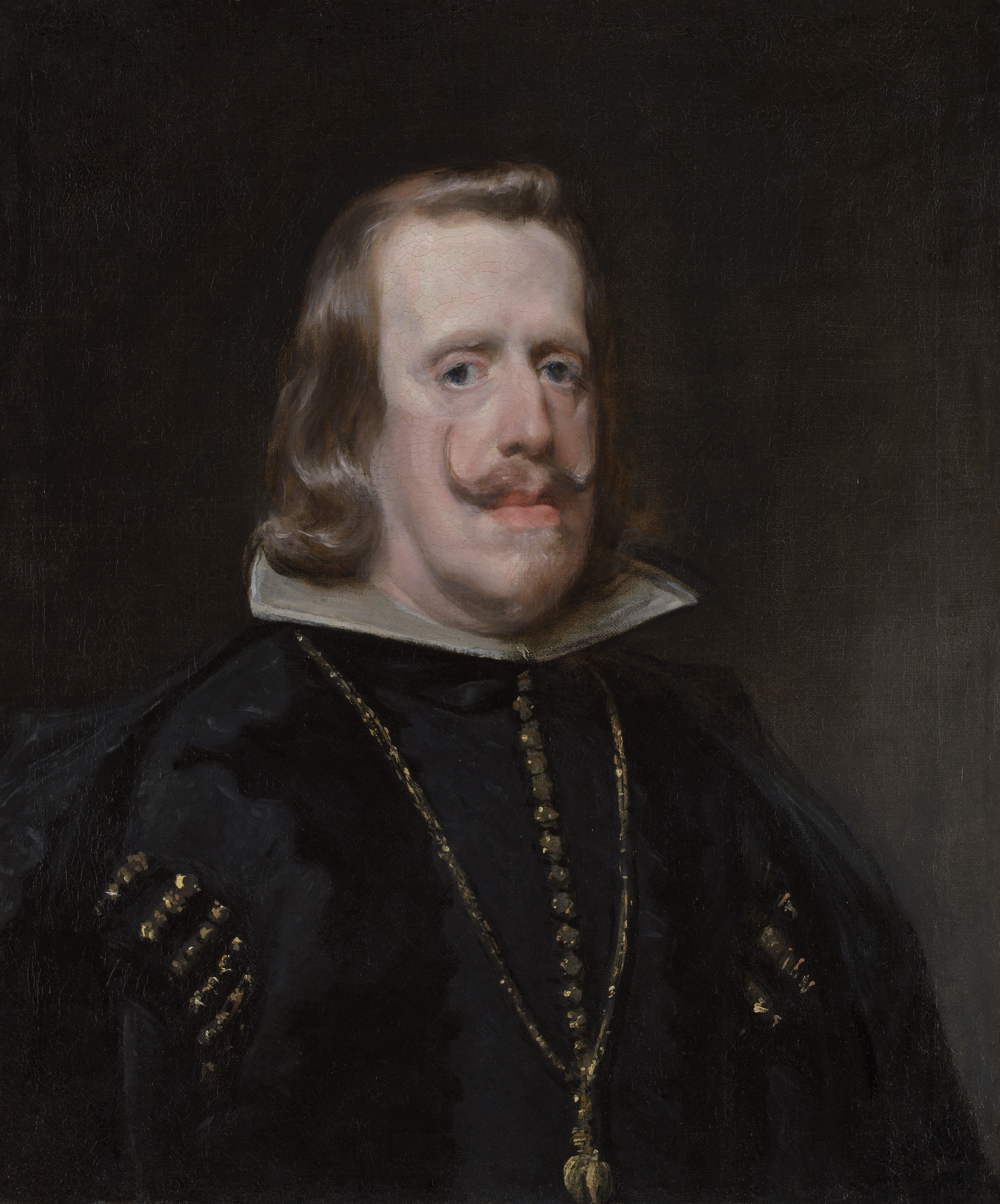
Felipe IV de España.

- Pietro Liberi, pintor italiano (f. 1687).
- Juan de Aranda Salazar, arquitecto español.
- El Carrarino (Andrea Bolgi), escultor italiano.
- Brynjólfur Sveinsson, obispo luterano.
- Simon Dach, poeta alemán.
- Jean-Baptiste Tavernier, aventurero francés, pionero del comercio con la India.
- 6 de febrero: Bernardo de Corleone, religioso y santo italiano (f. 1667).
- 8 de abril: Felipe IV el Grande, rey español (f. 1665).
- 18 de abril: Giacomo Carissimi, compositor italiano (f. 1674).
- Ayşe Sultan,Hermana Mayor de Murad IV e Ibrahim I.
- 19 de octubre: Thomas Browne, escritor inglés (f. 1682).

## Fallecimientos
- 3 de marzo: Clemente VIII, papa italiano (n. 1536).
- 27 de abril: León XI, papa italiano. (n. 1535).
- 27 de octubre: Akbar, emperador mogol entre 1556 y 1605 (n. 1542).
- 12 de noviembre: Handan Sultan, regente y Valide Sultan de su hijo el sultán Ahmed I, fue consorte del sultán Mehmed III.
- Camilla Peretti, aristócrata romana, hermana del papa Sixto V (n. 1519).